# Imaginaerum
Imaginaerum is het zevende studioalbum van de Finse symfonische-metalband Nightwish.
Imaginaerum was het eerste nieuwe album van Nightwish in vier jaar.
Het album werd uitgebracht in Finland op 30 november 2011, enkele dagen later ook in de rest van Europa. De eerste single van het album, Storytime, werd uitgebracht op 9 november 2011. The Crow, The Owl And The Dove, de tweede single van het album werd uitgebracht op 29 februari 2012. Deze bevatte tevens het niet eerder uitgebrachte The Heart Asks Pleasure First, dat werd opgenomen tijdens de Dark Passion Play sessies.

## Tracklist
1. Taikatalvi - 2:35
2. Storytime - 5:22
3. Ghost River - 5:24
4. Slow, Love, Slow - 5:50
5. I Want My Tears Back - 5:07
6. Scaretale - 7:32
7. Arabesque - 2:52
8. Turn Loose The Mermaids - 4:18
9. Rest Calm - 6:59
10. The Crow, The Owl And The Dove - 4:08
11. Last Ride Of The Day - 4:31
12. Song Of Myself - 13:30
  1. From A Dusty Bookshelf
  2. All That Great Heart Lying Still
  3. Piano Black
  4. Love
13. Imaginaerum - 6:18

## Singles
- Storytime
- The Crow, The Owl And The Dove

## Hitnoteringen

### NederlandseAlbum Top 100
| Hitnotering: 10-12-2011 t/m 04-02-2012 | Hitnotering: 10-12-2011 t/m 04-02-2012 | Hitnotering: 10-12-2011 t/m 04-02-2012 | Hitnotering: 10-12-2011 t/m 04-02-2012 | Hitnotering: 10-12-2011 t/m 04-02-2012 | Hitnotering: 10-12-2011 t/m 04-02-2012 | Hitnotering: 10-12-2011 t/m 04-02-2012 | Hitnotering: 10-12-2011 t/m 04-02-2012 | Hitnotering: 10-12-2011 t/m 04-02-2012 | Hitnotering: 10-12-2011 t/m 04-02-2012 | Hitnotering: 10-12-2011 t/m 04-02-2012 |
| Week:                                  | 1                                      | 2                                      | 3                                      | 4                                      | 5                                      | 6                                      | 7                                      | 8                                      | 9                                      |                                        |
| -------------------------------------- | -------------------------------------- | -------------------------------------- | -------------------------------------- | -------------------------------------- | -------------------------------------- | -------------------------------------- | -------------------------------------- | -------------------------------------- | -------------------------------------- | -------------------------------------- |
| Positie:                               | 24                                     | 54                                     | 74                                     | 63                                     | 48                                     | 43                                     | 51                                     | 62                                     | 77                                     | uit                                    |

### VlaamseUltratop 100Albums
| Hitnotering: 10-12-2011 t/m 04-02-2012 | Hitnotering: 10-12-2011 t/m 04-02-2012 | Hitnotering: 10-12-2011 t/m 04-02-2012 | Hitnotering: 10-12-2011 t/m 04-02-2012 | Hitnotering: 10-12-2011 t/m 04-02-2012 | Hitnotering: 10-12-2011 t/m 04-02-2012 | Hitnotering: 10-12-2011 t/m 04-02-2012 | Hitnotering: 10-12-2011 t/m 04-02-2012 | Hitnotering: 10-12-2011 t/m 04-02-2012 | Hitnotering: 10-12-2011 t/m 04-02-2012 | Hitnotering: 10-12-2011 t/m 04-02-2012 |
| Week:                                  | 1                                      | 2                                      | 3                                      | 4                                      | 5                                      | 6                                      | 7                                      | 8                                      | 9                                      |                                        |
| -------------------------------------- | -------------------------------------- | -------------------------------------- | -------------------------------------- | -------------------------------------- | -------------------------------------- | -------------------------------------- | -------------------------------------- | -------------------------------------- | -------------------------------------- | -------------------------------------- |
| Positie:                               | 44                                     | 46                                     | 64                                     | 77                                     | 72                                     | 69                                     | 50                                     | 72                                     | 64                                     | uit                                    |